# ALT (기업)
주식회사 에이엘티(영어: ALT)는충청북도 청주시 흥덕구 옥산면 과학산업1로 82-19 (남촌리,오창과학산업단지)에 본사를 둔 반도체 후공정 테스트 기업이다.